# Biskupska kapica
Biskupska kapica (krespin, lat. Epimedium) rod trajnica iz porodice Berberidaceae, dio je podtribusa Epimediinae. Postoji šezdesetak vrsta koje rastu po dijelovima Europe (Austrija, Italija, Bugarska, Hrvatska), Azije (Turska, Kavkaz, Iran, Kina, Koreja, Japan) i Afrike (Alžir).
U Hrvatskoj raste samo Planinska biskupska kapica, vrsta koja voli šume hrasta kitnjaka i običnoga graba.

## Vrste
1. Epimedium acuminatum Franch.
2. Epimedium alpinum L.
3. Epimedium baiealiguizhouense S.Z.He & Y.K.Yang
4. Epimedium baojingensis Q.L.Chen & B.M.Yang
5. Epimedium borealiguizhouense S.Z.He & Y.K.Yang
6. Epimedium brevicornu Maxim.
7. Epimedium campanulatum Ogisu
8. Epimedium coactum H.R.Liang & W.M.Yan
9. Epimedium davidii Franch.
10. Epimedium dewuense S.Z.He, Probst & W.F.Xu
11. Epimedium diphyllum Lodd. ex Graham
12. Epimedium dolichostemon Stearn
13. Epimedium ecalcaratum G.Y.Zhong
14. Epimedium elatum C.Morren & Decne.
15. Epimedium elongatum Kom.
16. Epimedium enshiense B.L.Guo & P.K.Hsiao
17. Epimedium epsteinii Stearn
18. Epimedium fangii Stearn
19. Epimedium fargesii Franch.
20. Epimedium flavum Stearn
21. Epimedium franchetii Stearn
22. Epimedium glandulosopilosum H.R.Liang
23. Epimedium grandiflorum C.Morren
24. Epimedium hunanense (Hand.-Mazz.) Hand.-Mazz.
25. Epimedium ilicifolium Stearn
26. Epimedium jinchengshanense Yanjun Zhang & J.Q.Li
27. Epimedium jingzhouense G.H.Xia & G.Y.Li
28. Epimedium koreanum Nakai
29. Epimedium latisepalum Stearn
30. Epimedium leptorrhizum Stearn
31. Epimedium lishihchenii Stearn
32. Epimedium lobophyllum L.H.Liu & B.G.Li
33. Epimedium macrosepalum Stearn
34. Epimedium membranaceum K.Mey.
35. Epimedium mikinorii Stearn
36. Epimedium muhuangense S.Z.He & Y.Y.Wang
37. Epimedium multiflorum T.S.Ying
38. Epimedium myrianthum Stearn
39. Epimedium ogisui Stearn
40. Epimedium × omeiense Stearn
41. Epimedium parvifolium S.Z.He & T.L.Zhang
42. Epimedium pauciflorum K.C.Yen
43. Epimedium perralderianum Coss.
44. Epimedium pinnatum Fisch. ex DC.
45. Epimedium platypetalum K.Mey.
46. Epimedium pseudowushanense B.L.Guo
47. Epimedium pubescens Maxim.
48. Epimedium pubigerum (DC.) C.Morren & Decne.
49. Epimedium pudingense S.Z.He, Y.Y.Wang & B.L.Guo
50. Epimedium qingchengshanense G.Y.Zhong & B.L.Guo
51. Epimedium reticulatum C.Y.Wu ex S.Y.Bao
52. Epimedium rhizomatosum Stearn
53. Epimedium sagittatum (Siebold & Zucc.) Maxim.
54. Epimedium sempervirens Nakai ex F.Maek.
55. Epimedium × setosum Koidz.
56. Epimedium shennongjiaensis Yan J.Zhang & J.Q.Li
57. Epimedium shuichengense S.Z.He
58. Epimedium stearnii Ogisu & Rix
59. Epimedium stellulatum Stearn
60. Epimedium sutchuenense Franch.
61. Epimedium tianmenshanense T.Deng, D.G.Zhang & H.Sun
62. Epimedium trifoliolatobinatum (Koidz.) Koidz.
63. Epimedium truncatum H.R.Liang
64. Epimedium wushanense T.S.Ying
65. Epimedium xichangense Yan J.Zhang
66. Epimedium yinjiangense M.Y.Sheng & X.J.Tian
67. Epimedium × youngianum Fisch. & C.A.Mey.
68. Epimedium zhaotongense G.W.Hu
69. Epimedium zhushanense K.F.Wu & S.X.Qian

## Sinonimi
- Aceranthus C.Morren & Decne.
- × Bonstedtia H.R.Wehrh.
- Endoplectris Raf.

## Vanjske poveznice
|  | Zajednički poslužitelj ima još gradiva o temi Epimedium alpinum |
|  | Wikivrste imaju podatke o taksonu Epimedium alpinum             |

- Vrtlarija